# Brithysternum
Brithysternum es un género de coleópteros adéfagos de la familia Carabidae. 

## Especies
Relación de especies:
- Brithysternus calcaratum MacLeay, 1873
- Brithysternus macleayi Sloane, 1910
- Brithysternus nodosum Sloane, 1910